# Panorpa kimminsi
Panorpa kimminsi är en näbbsländeart som beskrevs av Carpenter 1948. Panorpa kimminsi ingår i släktet Panorpa och familjen skorpionsländor. Inga underarter finns listade i Catalogue of Life.